# لیبرییا
لیبرییا (به اسپانیایی: Librilla) یکی از شهرداری‌های کومارکای شرقی و در بخش خودمختار مورسیا در کشور اسپانیا قرار دارد. تا سال ۲۰۰۹ مساحت این شهرداری ۵۶ کیلومتر مربع و جمعیت آن ۴٬۶۱۴ تَن می‌باشد.